# Shima (köping)
Shima (kinesiska: 石马镇, 石马) är en köping i Kina. Den ligger i provinsen Shandong, i den östra delen av landet, omkring 84 kilometer öster om provinshuvudstaden Jinan. Antalet invånare är 21865. Befolkningen består av 10 896 kvinnor och 10 969 män. Barn under 15 år utgör 14,0 %, vuxna 15-64 år 73 %, och äldre över 65 år 12,0 %.
Genomsnittlig årsnederbörd är 840 millimeter. Den regnigaste månaden är juli, med i genomsnitt 284 mm nederbörd, och den torraste är januari, med 7 mm nederbörd.